# Grave Digger
A Grave Digger német power metal zenekar. Chris Boltendahl énekes az egyetlen alapító tag, megalakulása óta az együttes felállása folyamatosan változott.

## Jelenlegi felállás
- Chris Boltendahl – ének
- Jens Becker – basszusgitár -régebben Running Wild
- Stefan Arnold – dob
- Hans Peter "H.P." Katzenburg – szintetizátor
- Axel Ritt - gitár Domain

## Korábbi tagok
- Peter Masson – gitár (1980-1986)
- Uwe Lulis – gitár (1986-2000) jelenleg Rebellion
- Tomi Göttlich – basszusgitár (1991-1997) jelenleg Rebellion
- Martin Gerlitzki – basszusgitár (1983)
- Willi Lackman – basszusgitár (1983-1984)
- René "T-Bone" Teichgräber – basszusgitár (1984)
- C.F. Brank – basszusgitár (1985-1987)
- Frank Ulrich  – dob (1994-1995)
- Jörg Michael – dob (1993-1994) jelenleg Stratovarius
- Lutz Schmelzer – dob (1980)
- Philip Seibel – dob (1981-1983)
- Albert Eckardt – dob (1983-1987)
- Peter Breitenbach – dob (1991-1993)
- Manni Schmidt – gitár (2000 - 2009)

## Diszkográfia
- Heavy Metal Breakdown  1984
- Witch Hunter  1985
- War Games  1986
- The Reaper  1993
- Heart of Darkness  1995
- Tunes of War  1996
- Knights of the Cross  1998
- Excalibur  1999
- The Grave Digger  2001
- Tunes of Wacken – Live  2002
- Rheingold  2003
- The Last Supper  2005
- 25 To Live  2005
- Liberty or Death  2007
- Ballads Of A Hangman 2009
- The Clans Will Rise Again 2010
- Clash of the Gods 2012
- Return of the Reaper 2014
- Healed by Metal 2017
- The Living Dead 2018
- Fields of Blood 2020